# Arvingarna
Arvingarna é uma banda  sueca que foi formada em 1989. Participou no Melodifestivalen em 1993, 1995, 1999 e 2002. Só venceram uma vez essa competição em 1993 com  a canção  '"Eloise" , tendo representado a Suécia no Festival Eurovisão da Canção 1993, onde terminaram em sétimo lugar. 
O nome da banda ("herdeiros") deriva do fa(c)to de os seus pais terem sido também membros de bandas pop.
Arvingarna tocam um género de música inspirada pela música pop e pelo rock. 

## Discografia

### Álbuns
- 1992 - Coola Killar
- 1993 - Eloise
- 1994 - Tjejer
- 1995 - För alltid
- 1996 - Nu & då
- 1997 - Nya spår
- 1998 - Airplane
- 1999 - Lime
- 2001 - Diamanter
- 2002 - Collection
- 2005 - 8
- 2007 - All Included

## Membros
- Casper Janebrink (voz e baixo)
- Lars Larsson (voz e teclados)
- Kim Carlsson (voz e guitarra)
- Tommy Carlsson (voz e bateria)